# Второй корпус Потомакской армии
Второй корпус Потомакской армии — одно из боевых подразделений Армии Союза во время гражданской войны в США. Был сформирован в марте 1862 года во время создания корпусной структуры Потомакской армии и прошёл все сражения на восточном театре Гражданской войны в США от Севен-Пайнс до Аппоматтокса (кроме Второго сражения при Булл-Ран). Корпус участвовал в отражении атаки Пикетта во время сражения при Геттисберге, в сражении при Бристо-Стейшен, а весной 1864 года был переформирован и стал главным ударным корпусом Потомакской армии во время наступления Улисса Гранта на Ричмонд.
Помимо Второго корпуса Потомакской армии существовали Второй корпус Вирджинской армии (временно) и Вторые корпуса в Камберлендской, Миссисипской и Огайской армиях.

## Формирование
Корпус был сформирован в составе трёх дивизий 21 марта 1862 года согласно приказу № 101. Командиром корпуса был назначен Эдвин Воуз Самнер, командирами дивизий: Исраэль Ричардсон, Джон Седжвик и Луис Бленкер. Однако, дивизия Бленкера уже 31 марта была выведена из состава корпуса (и армии) и в корпусе осталось только две дивизии.
Первая дивизия корпуса зиму 1861—1862 простояла возле форта Уорт западнее Александрии. Она состояла из бригад Ховарда, Мара и Фрэнча. Командиром дивизии был генерал Самнер, который после формирования корпуса возглавил его, передав дивизию бригадному генералу Ричардсону. 2-я дивизия (Седжвика) состояла из бригад Гормана, Бёрнса и Дэйна. Эта дивизия иногда называлась «Бэллс-Блаффская дивизия», потому что многие её полки участвовали в неудачном сражении при Бэллс-Блафф в октябре 1861 года. Зимой эта дивизия стояла на берегах реки Потомак со штабом в Пулсвилле.
Неполные рапорты не позволяют назвать точную численность корпуса на момент формирования, но с учётом рапортов от апреля и мая получаются следующие цифры:
|              | Ричардсон | Седжвик | Артиллерия | Всего |
| ------------ | --------- | ------- | ---------- | ----- |
| Боеспособных | 7076      | 9807    | 1050       | 17933 |
| Почти боесп. | 229       | 242     | 16         | 487   |
| Больных      | 680       | 261     | 18         | 959   |
| Под арестом  | 25        | 27      | 36         | 88    |
| Всего        | 9049      | 11342   | 1162       | 21553 |

## История
В марте 1862 года корпус был формально создан и в конце месяца получил приказ отправиться на Вирджинский полуостров, но на тот момент его бригады были разбросаны по разным местам. Дивизия Ричардсона участвовала в наступлении на Ричмонд: бригада Френча стояла в Манассасе, а бригады Ховарда и Мара стояли на рубеже реки Булл-Ран. Бригады дивизии Седжвика были разбросаны по долине Шенандоа около Чарлстауна и Берривилла, но именно Седжвик первым прибыл на полуостров; его бригады пришли в Пойнт-оф-Рокс, погрузились на поезд, прибыли в Вашингтон, там погрузились на корабли и прибыли в форт Монро на Вирджинском полуострове. 4 апреля дивизия Седжвика начала наступление на Биг-Бетель. В итоге 5 апреля дивизия оказалась у Йорктауна, в центре позиции федеральной армии, между III и IV корпусами, а Самнеру 6 апреля поручили возглавить всё левое крыло армии, то есть IV корпус и дивизию Седжвика. Дивизия Ричардсона присоединилась к корпусу только 16 апреля.
4 мая южане покинули укрепления под Йорктауном и начали отступать к Ричмонду. 5 мая они были атакованы федеральной армией около Уильямсберга. II корпус не участвовал в сражении при Уильямсберге, но генералу Самнеру было приказано возглавить все войска под Уильямсбергом и фактически он руководил всем сражением. Его корпус в это время возглавил Дариус Кауч. Вечером того дня главнокомандующий генерал Макклеллан приказал дивизиям Ричардсона и Седжвика идти к Уильямсбергу, но этот приказ был почти сразу же отменён. Дивизии отправили в Йорктаун, погрузили на корабли и отправили в Вест-Пойнт на перехват отступающей армии противника, но они не успели принять участия в сражениях тех дней.
Во время неторопливого наступления на Ричмонд армия была реорганизована и её 4 корпуса были переформированы в 6 корпусов, каждый по две дивизии. В конце мая некоторые корпуса стояли севернее реки Чикахомини, некоторые южнее, а корпус Самнера посередине, на северном берегу реки.

### Сражение при Севен-Пайнс
31 мая 1862 года южане атаковали левый фланг Потомакской армии к югу от реки Чикахомини, началось Сражение при Севен-Пайнс. Макклеллан приказал Самнеру перейти реку и помочь левому флангу. Для переправы имелось два моста, по одному на дивизию. Но Ричардсон не смог перейти свой мост, поэтому переправлялся по второму мосту после Седжвика. При этом корпусная артиллерия не смогла перейти реку из-за непроходимой грязи. Седжвик успел прийти на помощь бригаде Кауча и развернул слева от него бригаду Гормана и часть бригады Дэйна. Бригаду Бёрнса он отправил направо от Кауча. Самнер поручил Седжвику возглавить весь правый фланг, Каучу поручил центр, а сам принял командование левым флангом. Горман и Дэйн атаковали противника и отбросили его, при этом в плен был взят бригадный генерал Петтигрю. В этих боях самые тяжёлые потери в корпусе понесли 34-й Нью-Йоркский, 82-й Нью-Йоркский и 7-й Мичиганские полки.
В ночь на 1 июня на поле боя пришла дивизия Ричардсона, и к утру северяне имели на этой стороне реки уже три корпуса, из них две дивизии были свежими. Дивизию Ричардсона поставили фронтом на юг вдоль железной дороги, построив её в две линии. Между 06:30 и 07:00 бои возобновились, в этот момент был ранен в руку генерал Ховард, который покинул поле боя сдав командование бригадой полковнику Кроссу. Это было первое сражение дивизии Ричардсона, но она успешно отбила все атаки. В этом бою дивизия Ричардсона потеряла 838 человек, из них 557 потеряла бригада Ховарда. 5-й Нью-Гемпширский пехотный полк потерял 180 человек, 64-й Нью-Йоркский полк потерял 173 человека, 81-й Пенсильванский 91 человека, половину пленными. Ирландская бригада Мара потеряла 39 человек, бригада Френча 242 человека, из них половина потерь пришлась на 52-й Нью-Йоркский полк.
Когда сражение завершилось, II корпус остался на левом фланге армии. Три недели прошли бессобытийно; в это время дивизию Ричардсона пополнили тремя полками. 7-й Нью-Йоркский был присоединён к 1-й бригаде, 29-й Массачусетский полк ко 2-й бригаде, и 2-й Делавэрский полк к 3-й бригаде. Был сформирован корпусной артиллерийский резерв, куда вошли Род-Айлендские батарея В и батарея G, и батарея G 1-го Нью-Йоркского артиллерийского полка. В эти же дни в корпус был переведён бригадный генерал Джон Колдуэлл, который возглавил 1-я бригаду 1-й дивизии, заменив раненого Ховарда. 25 июня 1862 года произошло сражение при Оак-Гроув, в котором была задействована одна из бригад Ричардсона.

### Семидневная битва
26 июня 1862 года началась Семидневная битва: южане атаковали корпус Портера при Бивердем-Крик и затем при Гейнс-Милл. II корпус не участвовал в боях, хотя и слышал звуки сражения. 28 июня северяне покинули северный берег Чикахомини и началось отступление к реке Джеймс. Утром 29 июня федеральная армия покинула Севен-Пайнс, оставив несколько дивизий для прикрытия отхода. Южане сразу атаковали позиции дивизии Френча у Элленс-Фарм. Генерал Франклин уговорил Самнера не рисковать и отойти к Саваж-Стейшен. Здесь предполагалось обороняться силами тех же пяти дивизий, но две дивизии (III корпус) внезапно ушли в тыл. Самнер сумел выдержать атаку противника силами двух своих дивизий при помощи дивизии Франклина, но утром 30 июня ему было приказано оставить Саваж-Стейшен и отступить за болото Уайт-Оак-Свемп.
Рубеж вдоль болота занимали войска генерала Франклина. В его распоряжении была дивизия Смита, бригада Негли, вся дивизия Ричардсона и на некоторое время две бригады дивизии Седжвика (Дэйна и Гормана, последняя под временным командованием Салли). Около 11:00 с севера к болоту подошёл корпус Томаса Джексона, который не решился штурмовать болото и ограничился артиллерийским обстрелом. В тот же день серьёзные бои начались у Глендейла (Сражение при Глендейле); в них приняла участие бригада Бёрнса из дивизии Седжвика.  В критический момент Самнер вызвал бригады Дэйна и Салли с позиции у болота и они приняли участие в боях. Основная нагрузка в том сражении пришлась на бригады Бёрнса и Дэйна. Особо тяжёлые потери понесли 71-й и 72-й Пенсильванские, и 19-й и 20-й Массачусетские полки. Затем на помощь была вызвана и бригада Колдуэлла из дивизии Ричардсона; особо отличились 61-й Нью-Йоркский и 81-й Пенсильванские полки.
В ночь на 1 июля обозы Потомакской армии ушли к реке Джеймс, а к утру армия заняла выгодную позицию на высоте Малверн-Хилл. Самнер потом писал в рапорте, что покинул позицию у Глендейла только потому, что с неё ушёл корпус Хейнцельмана. Утром 1 июля началось сражение при Малверн-Хилл, в котором корпус почти не принимал участия, находясь на дальнем правом фланге позиции. Самнер отправил на левый фланг только бригады Колдуэлла и Мара. К ночи сражение, и вся Семидневная битва завершились. В ходе Семидневной битвы Потомакская армия потеряла 15849 человек убитыми, ранеными и пленными. II корпус потерял 201 человека убитыми, 1195 человек ранеными и 1024 человека пропавшими без вести, всего 2420 человек. Это было больше, чем у III и IV корпусов, но меньше, чем у V и VI.
После сражения корпус простоял в Харрисон-Лендинг до 7 августа. За это время в его состав был введён 59-й Нью-Йоркский пехотный полк, а так же бригада Натана Кимбалла, которая состояла из трёх полков (8-й Огайский, 14-й Индианский и 7-й Западновирджинский), и некоторое время находилась при корпусе как отдельная бригада. В итоге численность корпуса возросла от 21 707 (30 июня) до 24 834 (21 июля). В этот же период (4 июля) бригадные генералы Самнер, Ричардсон и Седжвик получили звание генерал-майоров. В августе командование приказало покинуть полуостров и армия была по морю переброшена к Вашингтону. II корпус задержался из-за нехватки транспортов. Только 26 августа он прибыл в Аквила-Крик. Предполагалось, что 27 августа он отправится на соединение с Вирджинской армией Поупа, но в тот день поступил приказ послать корпус в Александрию. 28 августа Халлек велел Макклеллану разместить корпус у мостов через Потомак. Самнер пришёл к Потомаку 2 сентября, но уже 3 сентября ему было приказано перейти на мэрилендскую сторону реки и разместить корпус около Тенеллитауна.

### Мэрилендская кампания
В начале сентября 1862 года Северовирджинская армия генерала Ли перешла Потомак и начала Мэрилендскую кампанию. 5 сентября II и V корпуса были переданы под общее командование Самнера и размещены в центре позиции Потомакской армии со штабом в Роквилле. Началось наступление на запад: 9 сентября корпус занял Миддлберг, 10 сентября Кларксберг, 12 сентября Урбанну, а 13 сентября вошёл во Фредерик. 14 сентября началось сражение у Южной горы, в котором II корпус не участвовал, находясь во второй линии за IX корпусом, а ночью сменил IX корпус в ущелье Тёрнерс-Гэп. 15 сентября II корпус подошёл к реке Энтитем-крик. В этот момент в корпусе произошли структурные изменения. Отдельная бригада Кимбалла была усилена двумя дополнительными полками, а 16 сентября в состав корпуса вошла бригада Макса Вебера. Бригада Кимбалла была сведена с бригадой Вебера и бригадой Дуайта Морриса в дивизию, которую возглавил генерал Френч.
В результате 16 сентября 1862 года II корпус принял следующий вид:
- 1-я дивизия генерал-майора Исраэля Ричардсона
  - Бригада Джона Колдуэлла
  - Ирландская бригада Томаса Мара[англ.]
  - Бригада Джона Брука[англ.]
- 2-я дивизия генерал-майора Джона Седжвика
  - Бригада Уиллиса Гормана,
  - Филадельфийская бригада Оливера Ховарда
  - Бригада Наполеона Дэйна
- 3-я дивизия бригадного генерала Уильяма Френча
  - Бригада Натана Кимбалла
  - Бригада Дуайта Морриса
  - Бригада Макса Вебера[англ.]

Утром 17 сентября началось Сражение при Энтитеме. I корпус Хукера и XII корпус Мансфилда перешли реку Энтитем и атаковали левый фланг армии Ли. И только когда их атака выдохлась, в бой были введены две дивизии II корпуса (Седжвика и Френча). Самнер получил приказ на выдвижение в 07:20, и вышел на поле боя только в 09:00. Но все три дивизии корпуса действовали разобщённо: когда Седжвик начал наступление, дивизия Френча уклонилась влево, а дивизия Ричардсона задержалась с выдвижением почти на час и находилась ещё в тылу. Седжвик наступал тремя последовательными линиями: впереди бригада Гормана, за ним бригада Дэйна и последней бригада Ховарда, при этом все три линии шли почти вплотную друг к другу. В таком построении дивизия прошла лес Вествуд и была атакована с левого фланга дивизией Маклоуза. Бригады Седжвика не успели развернуться фронтом к атакующим и были разбиты в несколько минут. 
Дивизия Френча, уклонившись влево, пошла в наступление на позиции генерала Дэниеля Хилла на дороге Санкен-Роуд. Первой атаковала бригада Вебера, затем бригада Кимбалла, но им лишь с большим трудом удалось выбить противника с позиции. Между тем дивизия Ричардсона, которая только в 09:30 перешла Энтитем, прибыла на поле боя и начала наступать левее Френча, атакуя южный участок дороги Санкен-Роуд. Первой шла бригада Мара, за ней бригада Колдуэлла. После ожесточённой перестрелки им удалось обойти фланг противника и выбить его с позиции. Генерал Ричардсон в этот момент был смертельно ранен осколком снаряда. Наступил полдень, корпусу удалось построить общий фронт: дивизия Ричардсона слева, правее дивизия Френча, потом дивизия Смита (VI корпус), и за ней дивизия Седжвика. Около 13:00 генерал Франклин предложил Самнеру возобновить наступление, но Самнер не решился на это. Исследователь Фрэнсис Уокер писал, что ответственность за это решение лежит целиком на Самнере, который «чудовищно» переоценил силы противника. Этим решением он фактически завершил Энтитемское сражение.
Из 10-ти генералов корпуса погиб один (Ричардсон) и были ранены трое: Седжвик, Дэйн и Вебер. Три полковника были убиты, полковники Кросс, Барлоу, Хинкс и Уистар ранены. Самые тяжёлые потери понесла бригада Дэйна (898 чел.), самые тяжелые полковые потери понёс 15-й Массачусетский полк (318 чел.).
|                 | Убито | Ранено | Пропало без. | Всего |
| --------------- | ----- | ------ | ------------ | ----- |
| Див. Ричардсона | 210   | 939    | 16           | 1165  |
| Див. Седжвика   | 373   | 1593   | 244          | 2210  |
| Див. Френча     | 299   | 1315   | 136          | 1750  |
| Артрезерв       | 1     | 9      | -            | 10    |
| Штаб            | -     | 2      | -            | 2     |
| Всего           | 883   | 3859   | 396          | 5138  |

После сражения южане отошли за Потомак, а Самнер привёл корпус в Харперс-Ферри, разместил там штаб, а корпус развернулся на Боливарских высотах. Здесь корпус стоял весь сентябрь. За это время подполковник Диксон Майлз заменил раненого Барлоу, а 9 октября Эдвин Самнер ушёл в отпуск, и командование корпусом принял генерал-майор Дариус Кауч. Фрэнсис Уокер писал, что место самого старого генерала армии занял самый молодой. Помимо этого, к корпусу присоединился 19-й Мэнский полк и 116-й Пенсильванский.

### Фредериксбергская кампания
20 октября 1862 года Потомакская армия начала наступление на юг силами шести корпусов, из которых II корпус шёл в авангарде. Двигаясь вдоль Голубого хребта он пришёл к ущелью Сникерс-Гэп 3 ноября. Здесь генерал Уильям Бёрнс покинул корпус и возглавил дивизию IX корпуса, а его бригаду возглавил Джошуа Оуэн. 6 ноября корпус пришёл в Ректортаун; здесь в армию вернулся Самнер, но не возглавил корпус, потому что генерал Макклеллан задумал свести корпуса по два в «гранд дивизии» и Самнер предполагался командиром одной из них. Макклеллан не успел провести эту реформу, потому что уже 7 ноября его отстранили от командования, к большому сожалению всей армии и II корпуса в частности. Командование принял Эмброуз Бернсайд, который реализовал замысел Макклелана: первым же своим приказом он свёл корпуса в «гранд-дивизии». Генерал Самнер возглавил Правую гранд-дивизию, которая состояла из II корпуса Кауча и IX корпуса Орландо Уилкокса. Через несколько дней Бернсайд отдал приказ о наступлении на Фредериксберг и 15 ноября II корпус первым выступил из Уоррентона.
Утром 17 ноября корпус вышел к реке Раппаханок, но не смог перейти реку из-за отсутствия понтонов, которые были доставлены только 25 ноября. За эти дни южане успели сконцентрироваться на противоположном берегу и Бернсайду пришлось менять план наступления. Пока армия стояла у реки, к корпусу были присоединены пять новых полков: 145-й Пенсильванский, 27-й Коннектикутский, 127-й Пенсильванский, 24-й Нью-Джерсийский и 28-й Нью-Джерсийский.
Утром 11 декабря инженеры Потомакской армии начали наводить понтонный мост, но сразу попали под обстрел снайперов противника. Тогда Ховард отправил за реку несколько полков из бригады полковника Нормана Холла; они помогли навести мост, по которым переправилась вся бригада Холла, поле чего реку перешла бригада Оуэна и последней, уже на закате, бригада Альфреда Салли. 13 декабря началось сражение при Фредериксберге: был получен приказ наступать на позиции противника силами одной дивизии при поддержке ещё одной, и Кауч стал готовиться к этому, «хорошо понимая, — по словам его адъютанта Уокера, — что успех может быть достигнут только чудом». Дивизия Френча была построена для атаки, а дивизия Хэнкока встала во второй линии. Дивизию Ховарда поставили в городе для прикрытия правого фланга. В полдень началось наступление: первой пошла в бой дивизия Френча, но была отбита. За ней пошла дивизия Хэнкока: первые две бригады были отбиты, третья (Колдуэлла) прорвалась дальше всех, но тоже была вынуждена отступить. Вскоре после 14:00 Кауч послал в атаку бригаду Ховарда, но и она не добилась успеха и на этом атаки II корпуса превратились.
II корпус понёс самые тяжёлые потери в этом бою: 3833 человека (390 убито, 2903 ранено, 540 пропало без вести). Более половины потерь пришлось на дивизию Хэнкока, который вёл в бой 5 006 человек и потерял 2013, из них 156 были офицеры. Дивизия Френча потеряла 89 убитыми, 904 ранеными, 167 пропавшими без вести, всего 1 160 человек. Дивизия Ховарда в боях 11 и 13 декабря потеряла 914 человек: 104 убитыми, 718 ранеными и 92 пропавшими без вести.
Согласно отчётам, до сражения (20 ноября) II корпус насчитывал 28543 человека, из которых только 15 050 были пригодны к строевой службе (945 числились больными, 109 под арестом, 11 064 отсутствовали). К концу декабря с учётом пополнений (прибыло 2 полка) в корпусе числилось 34129 человека, из них боеспособных 16 201, больных 2 128 и отсутствующих 13 869.
Когда в январе 1863 года было задумано наступление, известное как «Грязевой марш», II корпус не принял в нём участия, поскольку стоял ближе всех к противнику. 26 января генерал Эдвин Самнер покинул армию по состоянию здоровья. Три месяца спустя он умер.

### Чанселорсвиллская кампания
25 января 1863 года генерала Бернсайда отстранили от командования армией и назначили на его место Джозефа Хукера, который сразу провёл ряд реформ. При Хукере состояние артиллерии заметно улучшилось; во II корпусе теперь было 48 орудий, причём уровень подготовки артиллеристов-добровольцев сравнялся с уровнем артиллеристов-регуляров. Той же весной корпуса Потомакской армии получили знаки различия (corps badges), которые позволяли офицерам легче распознавать подразделения на марше и в бою. II корпус получил значок в виде трилистника (trefoil) красного, белого и синего цветов.
| Дивизионные знаки различия II-го корпуса |
| ---------------------------------------- |
| - 1 дивизия - 2 дивизия - 3 дивизия      |

В январе-апреле 1863 прошли изменения и в офицерском составе корпуса. Генерал Кауч взял отпуск по состоянию здоровья, временно передав командование корпусу генералу Седжвику, который только что вернулся в строй, восстановившись от ранений, полученных при Энтитеме. Все дивизионные командиры получили звания генерал-майоров, датированные 29 ноября. Генерал Ховард в апреле покинул корпус и возглавил XI корпус, а его место дивизионного командира занял бригадный генерал Джон Гиббон. 20 апреля была сформирована 4-я бригада 1-й дивизии, которую возглавил полковник Джон Брук. Бригадные командиры Колдуэлл, Мар и Зук остались на своём месте. Полковник Джошуа Оуэн получил звание бригадного генерала (датировано 29 ноября) и возглавил 2-ю бригаду 2-й дивизии. В 3-й дивизии перестановки были более многочисленны: полковник Джон Мэйсон получил генеральское звание и покинул корпус, а его место командира 1-й бригады занял Самуэл Кэррол. Командование 2-й бригадой принял Уильям Хейс, а 3-й бригадой после 13 декабря 1862 года командовал полковник Макгрегор.
1 января, согласно акту Конгресса, был переформирован штаб корпуса. Теперь он принял следующий вид:
- Подполковник Чарльз Морган, главный инспектор и начальник штаба.
- Подполковник Фрэнсис Уокер, генерал-адъютант
- Подполковник Ричард Бечелдер[англ.], главный квартирмейстер.
- Подполковник Джозеф Смит, начальник отдела снабжения.
- Дж. Телор, главный врач.
- Майор Джеймс Мэллон, провост-маршал.
- Джон Бёрт, Джон Шульц, Нельсон Портер, адъютанты.

21 апреля 1863 года генерал Хукер начал Чанселорсвиллскую кампанию, отправив несколько корпусов в обход левого фланга Северовирджинской армии. II корпус оставался на своей позиции, и только 27 апреля подошёл к броду Бэнкс-Форд, а утром 30 апреля перешёл Раппаханок по броду Юнайтедстейтс-Форд. В этой переправе участвовали дивизии Хэнкока и Френча, а дивизия Гиббона была оставлена для усиления VI корпуса. Утром 1 мая Хукер начал наступление от Чанселорсвилла тремя колоннами на восток. Дивизия Хэнкока находилась позади центральной колонны (дивизия Сайкса), и сам Кауч находился при Хэнкоке. Вскоре наступающие колонны столкнулись с сопротивлением противника и по приказу Хукера отступили назад на Чанселорсвиллское плато. Дивизия Хэнкока прикрывала отступление дивизии Сайкса, и в итоге заняла позицию фронтом на восток, между дивизиями V корпуса.
Вечером 2 мая дивизии Томаса Джексона атаковали и разбили XI корпус. Рядовые того корпуса бежали на восток, к позиция дивизий Хэнкока и Френча и даже, по словам Чарльза Моргана, сквозь позицию корпуса в сторону позиций южан. Южане несколько раз атаковали позиции II корпуса с востока, но были отбиты бригадой Майлза. К утру 3 мая дивизия Френча перевели на правый фланг, и она, фронтом на запад, должна была отражать атаки корпуса Джексона. Когда Потомакская армия отступала с Чанселорсвиллского плато, дивизия Хэнкока покинула плато последней. Когда около 10:00 генерал Хукер был травмирован обломком деревянной колонны, Кауч принял командование, но его полномочия были ограничены. 4 мая на военном совете было решено отступить за Раппаханок, при этом Кауч тоже голосовал за отступление. 5 мая армия ушла за реку.
В сражении при Чанселорсвилле II корпус потерял 1923 человека, из них основные потери пришлись на дивизию Хэнкока, которая потеряла 1122 человека. В боях был ранен и попал в плен генерал Уильям Хейс, и ранен полковник Нельсон Майлз.
Сражение повлекло за собой реорганизацию артиллерии армии. При каждом корпусе была сформирована артиллерийская бригада. Бригаду II корпуса возглавил капитан Джон Хазард, она состояла из шести батарей:
- 1-й Нью-Йоркский артиллерийский полк, батарея В
- 1-й Род-Айлендский легкоартиллерийский полк, Батарея В
- 1-й Род-Айлендский легкоартиллерийский полк, Батарея А
- 1-й артиллерийский полк, батарея I
- 4-й артиллерийский полк, батарея А

Генерал Кауч был настолько недоволен поступками главнокомандующего Хукера в ходе кампании, что пожелал покинуть Потомакскую армию. 22 мая он сообщил об этом Линкольну, посоветовав назначить командиром Джорджа Мида. 10 июня Кауч покинул армию. Фрэнсис Уокер писал, что если бы Кауч проявил терпение, то с большой вероятностью он стал бы преемником Хукера на посту главнокомандующего. Командование корпусом принял Уинфилд Хэнкок. В конфликте с Хукером оказался и бригадный генерал Томас Мар. Когда Хукер отказал ему в просьба набрать дополнительно добровольцев в его Ирландскую бригаду, Мар 14 мая подал в отставку.

### Геттисбергская кампания
В начале июня 1863 года генерал Ли начал перемещать свою армию в долину Шенандоа, и это заставило Хукера оставить позиции под Фредериксбергом. 15 июня II корпус начал марш на север, прошёл Дамфрис и 20 июня пришёл в Сентервилл. 21 июня корпус переместился к ущелью Торуфейр-Гэп. Утром 25 июня он начал марш к переправе Эдвардс-Ферри на реке Потомак; именно в этот день корпус встретил около Хаймаркета кавалерию Джеба Стюарта, который как раз начинал свой Рейд. Стюарт обстрелял из орудий колонну 2-й дивизии, убив и ранив несколько человек. Вечером того дня к корпусу присоединилась бригада Александра Хейса, которая стала 3-й бригадой 3-й дивизии. Хейс сразу же возглавил дивизию, предав бригаду полковнику Уилларду.
В итоге в начале Геттисбергской кампании корпус имел следующий вид:
- Дивизия Джона Колдуэлла
  - Бригада Эдварда Кросса,
  - Бригада Патрика Келли[англ.],
  - Бригада Самуэля Зука,
  - Бригада Джона Брука,
- Дивизия Джона Гиббона
  - Бригада Уильяма Харроу
  - Филадельфийская бригада Александра Уэбба,
  - Бригада Нормана Холла,
- Дивизия Александра Хейса
  - Бригада Самуэля Кэрролла,
  - Бригада Томаса Смита,
  - Бригада Джордж Уиллард[англ.].

26 июня корпус перешёл Потомак, а 28 июня подошёл ко Фредерику, где стало известно, что генерал Хукер отстранён от командования армией и на его место назначен Джордж Мид. 29 июня корпус пришёл в Юнионтаун, где простоял весь день 30 июня. Утром 1 июля пришёл приказ идти к Тенейтауну, при этом чернокожий слуга начальника штаба случайно уронил документ в траву и растоптал его, так что Чарльзу Моргану пришлось руководить перемещениями корпуса по памяти. Корпус пришёл в Тенейтаун в полдень, и узнал о том, что под Геттисбергом начинается сражение. Генерал Мид лично приказал Хэнкоку следовать в Геттисберг и принять командование армией в случае ранения Рейнольдса, и несмотря на то, что генерал Ховард, присутствующий на поле боя, был старше Хэнкока по званию.
II корпус пришёл к Геттисбергу утром 2 июля, между 05:30 и 06:30, но не сразу пришёл на предназначенную ему позицию. В это время началась перестрелка на правом фланге, которую Мид принял за подготовку серьёзной атаки, поэтому корпусу приказали встать за Кладбищенским хребтом, чтобы при случае помочь флангу. Между 07:00 и 08:00 перестрелка затихла, и Мид приказал корпусу встать на Кладбищенском хребте, соприкасаясь правым флангом с XI корпусом, сменив на этой позиции 2-ю и 3-ю дивизии I корпуса. Так как корпус прошёл за ночь небольшое расстояние и имел время на отдых, его люди были в лучшей форме, чем другие подразделения армии. 
Когда днём дивизии Джеймса Лонгстрита атаковали позиции III корпуса Дэна Сиклса и прорвали их, генерал Мид приказал Хэнкоку помочь Третьему корпусу. Хэнкок послал на помочь свою левую дивизию, которой командовал Джон Колдуэлл. Но уже в пути Колдуэлл узнал, что на помощь Сиклсу уже пришла дивизия Барнса, и повернул обратно. Менее чем через час Мид сообщил, что помощь всё равно нужна, но на этот раз Барнсу. Колдуэлл привёл свою дивизию на поле Уитфилд, где уже шёл бой. Помощь II корпуса помогла удержать Уитфилд и восстановить боевые порядки III корпуса, хотя бы на время.
В это время был ранен Дэн Сиклс, командование Третьим корпусом принял Дэвид Бирни, но Мид вмешался и передал оба корпуса, III и II, под общее командование Хэнкока. Непосредственное командование Вторым корпусом перешло Джону Гиббону. На тот момент левее позиций корпуса оказался разрыв длиной почти в три мили, который надо было чем-то закрывать. Хэнкок направил туда бригаду Уилларда, которая понесла тяжёлые потери, но смогла остановить наступление миссисипской бригады Барксдейла. Одновременно джорджианская бригада Райта атаковала левый фланг корпуса (бригаду Харроу), отбросив её и захватив несколько орудий батареи Брауна.
Утром 3 июля Мид, который полагал, что в этот день противник атакует центр, лично посетил позиции Второго корпуса. Он остался в целом доволен позицией. По словам историка Стивена Сирса, здесь стоял «второй корпус —  дивизии Александра Хейса и Джона Гиббона — а они были, можно сказать, лучшими в Потомакской армии». На правом фланге стояли две бригады Хейса (Смита и Шерилла) и один полк бригады Кэрролла, всего 2580 человек; левее — три бригады Гиббона (Уэбба, Холла и Харроу), примерно 2700 человек. Ещё левее стояли части V корпуса. Южане провели бомбардировку позиций, которая не нанесла урона пехоте, но вывела из строя две батареи. Около 14:00 началась атака Пикетта: позиции корпуса были атакованы тремя дивизиями южан, общей численностью около 13 000 человек. Дальше всех атакующие прорвались в районе позиции батареи Кашинга, но в целом корпус удержал позицию.
Во время атаки генерал Хэнкок отправился на позиции соседней бригады Стеннарда, чтобы послать её во фланг атакующим, но уже на позиции бригады получил тяжёлое пулевое ранение в пах.
На начало сражения в корпусе находилось около 10000 человек, из них было потеряно 4350, из них 349 — офицеры. Среди рядовых было убито 729 человека и ранено 2917. Потери пленными были невелики, всего около 368 человек, при том, что сам корпус взял в плен 4500 человек. Дивизия Гиббона потеряла 1634 человека, дивизия Колдуэлла — 1269, дивизия Хейса — 1291, артиллерийская бригада потеряла 149 человек, штабной кавалерийский эскадрон потерял 4 человека, штаб — 3 человек. Самый тяжёлые бригадные потери пришлись на бригаду Харроу — 764 человека. Бригада Уилларда потеряла 714 человек, бригада Уэбба — 482 человека. Из бригадных командиров в бою погибли генерал Самуэль Зук и полковник Эдвард Кросс. Ранения получили Хэнкок и Гиббон, полковники (командиры бригад) Брук и Смит.
Раненый Хэнкок назначил командиром корпуса Колдуэлла, но Мид (имея полномочия назначать командиров в нарушение принципа старшинства) отменил это решение и передал корпус Уильяму Хейсу. Под его командованием корпус участвовал в преследовании отступающей Северовирджинской армии: он начал марш 5 июля, 8 июня пришёл во Фредерик, а 11 июня соединился с армией у Уильямспорта, где занял позицию левее V корпуса. 14 июня южане отступили за Потомак «к большому нашему облегчению», по словам Чарльза Моргана. Геттисбергская кампания завершилась. 15 июня корпус ушёл в Сэнди-Хук, простоял там два дня, потом ушёл в Вирджинию и через Блумфилд и Джермантаун вышел к реке Раппаханок.
Перекличка 31 июля показала, что в корпусе на бумаге числится 20104 человека, из них боеспособных 7681, ограниченно боеспособных 755, присутствующих, но больных и раненых 413, под арестом 92, отсутствующих 11 163.

### Осень 1863
12 августа командование корпусом принял бригадный генерал Говернор Уоррен. В результате кадровых перестановок после завершения Гетисбергской кампании корпус, согласно рапортам от 31 августа принял следующий вид:
- Дивизия б-г Джона Колдуэлла
  - Бригада полк. Нельсона Майлза
  - Бригада полк. Патрика Келли[англ.]
  - Бригада полк. Пола Франка
  - Бригада Брука под командованием полковника Джеймса Бивера[англ.]
- Дивизия б-г Уильяма Харроу
  - Бригада полк. Девитта Бакстера[англ.]
  - Бригада б-г Александра Уэбба
  - Бригада Энселя Уэсса[англ.]
- Дивизия б-г Александра Хейса
  - Бригада полк. Джозефа Снайдера
  - Бригада подполковника Дэвиса
  - Бригада б-г Джошуа Оуэна[англ.]
- Артиллерийская бригада кап. Джона Хазарда
  - 1-й Род-Айлендский легкоартиллерийский полк, Батарея А[англ.]
  - 1-й Род-Айлендский легкоартиллерийский полк, Батарея В
  - 1-й Пенсильванский артиллерийский полк, батареи F и G
  - 1-й артиллерийский полк, батарея I
  - 1-й Нью-Йоркский артиллерийский полк, батарея H

13 сентября армия перешла Раппаханок и вышла к реке Рапидан, чтобы не дать противнику возможности перебрасывать войска на Запад. 15-го и 17-го корпус стоял на реке Рапидан со штабом на станции Митчелл-Стейшен. 5 октября его сменил VI корпус, а Второй отошёл к Калпеперу. Стало известно, что 3 октября президент принял отставку бригадного генерала Уильяма Харроу и он покинул корпус. 10 октября стало известно, что генерал Ли начал наступление в обход правого фланга армии, поэтому 11 октября II корпус отступил за Раппаханок. Но уже 12 октября Мид, руководствуясь ошибочными разведданными, приказано наступать обратно на Калпепер. Уже к полуночи ошибка выявилась и корпус начал отступление. После ряда изматывающих маршей 13 октября в 21:00 корпус встал у Оберна.
Утром корпус продолжил отступление и начал переходить реку Седар-Ран, и в это время кавалерия Грегга, прикрывающая тыл, была атакована кавалерией южан. Уоррен отправил бригаду Кэрролла ему на помощь. В это время кавалерия Джеба Стюарта, которая ночью попала в окружение, обнаружила позицию дивизии Колдуэлла и открыла по ним артиллерийский огонь с направления, который федеральные военные считали тылом; началось Второе сражение при Оберне. Генерал Хейс немедленно начал наступление на позиции Стюарта и Стюарт отступил. Одновременно корпус Ричарда Юэлла начал наступать на корпус Уоррена с запада. Так как Стюарт отступил, Уоррен приказал отходить в том же направлении, на восток, к Кетлетт-Стейшен. Дивизия Колдуэлла заняла оборонительную позицию, а остальные две дивизии отошли под её прикрытием. Юэлл не стал атаковать позицию Колдуэлла и ушёл на север, к Гринвичу.
II корпус вышел к станции Кетлетт-Стейшен и атм получил приказ идти к Бристо-Стейшен. Он пошёл двумя параллельными колоннами (Уэбба и Хейса) с дивизией Колдуэлла в арьергарде. На подходе к станции Бристо дивизия Уэбба обнаружила конфедеративную дивизию Генри Хета слева от себя. Уэбб развернул дивизию вдоль железнодорожного полотна, батарея Брауна встала правее, дивизия Хейса встала слева, а дивизия Колдуэлла крайне левой (чуть позже её перевели на правый фланг). Началось сражение при Бристо-Стейшен. Дивизия Хета атаковала позиции корпуса, но была отбита на всех участках. Однако, подходили другие дивизии корпуса Хилла, а корпус Юэлла угрожал выйти во фланг Уоррену, корпус которого, насчитывая всего 8 000 человек, был вынужден держать позицию в одиночку. В 16:30 южане повторили атаку, но снова были отбиты. Ночью корпус смог уйти на соединение с основной армией. В этом сражении Уоррен заработал себе хорошую репутацию и показал, что может быть назначен корпусным командиром на постоянной основе. Фрэнсис Уокер писал, что II корпус смог спастись от уничтожения при Бристо-Стейшен только потому, что южане действовали медленнее, чем это им было свойственно в ситуациях подобной важности.
После 14 октября II корпус простоял некоторое время на берегах реки Булл-Ран, где к нему присоединился 152-й Нью-Йоркский пехотный полк и 26-й Мичиганский пехотный полк, а батарея «I» 1-го артиллерийского полка была выведена из состава корпуса. 19 октября армия начала наступление на юг, и 21 октября снова оказался около Оберна. 28 октября артиллерийскую бригаду корпуса возглавил подполковник Альберт Монро. 7 ноября корпус начал выдвигаться к переправе Келли-Форд, и на следующий день перешёл Раппаханок вслед за III корпусом. Южане отступили за реку Рапидан, после чего II корпус встал лагерем у Стивенсберга и простоял там до 24 ноября. 26 ноября началась серия манёвров, известная как сражение при Майн-Ран или Маун-Ранская кампания. II корпус стал наступать к переправе Германна-Форд, двигаясь в центре армии. Перейдя реку, корпус 27 ноября подошёл к Робертсонс-Таверн на дороге Оранж-Тёрнпайк и встретил там пехоту и кавалерию противника (дивизии Роудса и Эрли). Но так как III корпус на пришёл на позицию вовремя, Уоррен был вынужден стоять на месте до конца дня. Только утром 28 ноября все корпуса Потомакской армии выстроились единым фронтом. Мид приказал начать наступление, но выяснилось, что противник отступил в укрепления за реку Майн-Ран. В этой ситуации Мид решил обойти укрепления противника с правого фланга силами II корпуса.
29 ноября Уоррен начал фланговый марш, двигаясь на запад по Ориндж-Пленк-Роуд с дивизией Колдуэлла в авангарде. Он вышел к укреплениям противника уже в конце дня и не решился атаковать их сходу. Мид решил, что имеет смысл атаковать на следующий день в 08:00, и усилил II корпус двумя дивизиями, доведя его численность до 26 000 человек. Уоррен решил атаковать четырьмя дивизиями (Хейса, Уэбба, Принса и Карра), а дивизии Терри и Колдуэлла держать на флангах на всякий случай. Но постепенно и рядовым и офицерам корпуса (в частности, Хейсу) стало понятно, что штурм укреплений едва ли приведёт к успеху. Уоррен пришёл к тому же мнению и без совещания с подчинёнными, под свою ответственность, отменил атаку. Мид явился  на позицию после 08:00, выслушал Уоррена, и согласился с его мнением. Мид отказался от продолжения манёвров и 1 декабря Потомакская армия отступила за Рапидан. II корпус проделал самый длинный путь, начав марш 1 декабря в 22:00 и завершив его 2 декабря в 16:00. За 6 дней кампании корпус потерял 164 человека убитыми и ранеными.
Согласно перекличке 31 декабря корпус насчитывал на бумаге 22340 человек: 7582 в 1-й дивизии, 6996 во 2-й дивизии и 6924 в 3-й дивизии. Из этого количества реально боеспособных было 11092 человека, ограниченно боеспособных 631, больных 585, под арестом 74, отсутствующих 9958.

### Зимовка и реорганизация
II корпус провёл зиму в лагерях около Стивенсберга. 29 декабря генерал Хэнкок вернулся в армию и принял командование корпусом, но 8 января 1864 года временно покинул корпус, сдав командование обратно Уоррену. 5 февраля корпусу было приказано выдвинуться к реке Рапидан и атаковать позиции Северовирджинской армии, чтобы отвлечь её внимание от задуманного рейда армии Батлера на Ричмонд. Утром 6 февраля корпус, под временным командованием Колдуэлла, выдвинулся к переправе Мортонс-Форд, и началось сражение при Мортонс-Форд. Дивизия Хейса перешла реку без серьёзного сопротивления со стороны южан, но уперлась в укрепления за рекой и дальше продвинуться не смогла. Вечером Хейса сменила дивизия Уэбба, а ночью Мид приказал Уэббу отступить. 7 февраля корпус вернулся в лагерь. В боях 6 февраля корпус потерял 261 человека: 10 рядовых убитыми, 16 офицеров и 193 рядовых ранено, 1 офицер и 41 рядовой пропали без вести.
27 февраля в состав корпуса был введён 183-й Пенсильванский пехотный полк, а 1-й Миннесотский из-за крупных потерь был отправлен на пополнение.
1 марта главнокомандующим федеральными армиями был назначен генерал Улисс Грант, который 10 марта встретился с Мидом, затем совершил короткое путешествие на Запад и снова вернулся к Потомакской армии 26 марта, разместив штаб в Калпепере. 23 марта в корпус вернулся генерал Хэнкок, и в тот же день Военный департамент издал генеральный приказ № 115 о реорганизации армии, которая была сведена в три корпуса. 24 марта Хэнкок огласил этот приказ в штабе корпуса. Согласно приказу, I и III корпуса расформировывались, а 1-я и 2-я дивизии III корпуса переводились в II корпус. Все полки прежнего II корпуса сводились в три дивизии, одну возглавил Барлоу (с 24 апреля), а вторую Гиббон. Бывшая 1-я дивизия III корпуса стала теперь 3-й дивизией и её возглавил Дэвид Бирни. Бывшая 2-я дивизия III корпуса стала 4-й дивизией. Её командиром предполагалось назначить Джозефа Карра, но Сенат не утвердил его повышение, и дивизия досталась Гершому Мотту.
В результате к 31 марта 1864 года корпус принял следующий вид:
- Дивизия бригадного генерала Фрэнсиса Барлоу
  - Бригада полковника Нельсона Майлза
  - Бригада полковника Томаса Смита[англ.]
  - Бригада полковника Пола Фрэнка
  - Бригада полковника Джона Брука
- Дивизия генерал-майора Джона Гиббона
  - Бригада б-г Александра Уэбба
  - Бригада полковника Морхэда (с 24 апреля - Джошуа Оуэна)
  - Бригада полковника Самуэля Кэррола
- Дивизия генерал-майора Дэвида Бирни
  - Бригада полковника Эгана (с 20 апреля - б-г Уорда)
  - Бригада Александра Хейса
- Дивизия Джозефа Карра (с 2 мая - Гершома Мотта)
  - Бригада б-г Гершома Мотта
  - Бригада полковника Уильяма Брюстера
- Артиллерийская бригада полковника Джона Тидбалла
  - 6-я Мэнская отдельная батарея
  - 10-я Массачусетская батарея
  - 1-я Нью-Гемпширская Батарея
  - 1-й Нью-Йоркский артиллерийский полк, батарея G
  - 4-й Нью-Йоркский тяжелоартиллерийский полк, 3 батальон
  - 1-й Пенсильванский артиллерийский полк, батарея F
  - 1-й Род-Айлендский артиллерийский полк, батарея А
  - 1-й Род-Айлендский артиллерийский полк, батарея В
  - 4-й артиллерийский полк, батарея К
  - 5-й артиллерийский полк, батареи С и К

После реорганизации корпус насчитывал на бумаге 43035 человек: 18 человек в штабе, 663 в артиллерии, 12250 в 1-й дивизии, 11367 во 2-й дивизии, 10174 в 3-й дивизии и 8563 в 4-й дивизии. Из этого количества боеспособных было 23877 человека, ограниченно боеспособных 4422, больных 1278, под арестом 152 и отсутствующих 13306. К концу апреля списочный состав корпуса увеличился до 46363 человек, при этом количество боеспособных было доведено до 28854 человек.
22 апреля подразделения переформированного корпуса впервые были собраны в одном месте и генерал Грант устроил им смотр. На этом смотре помимо Гранта присутствовали генерал Мид, Хемфрис (начальник штаба Потомакской армии), Генри Хант, и корпусные командиры Седжвик и Уоррен.

### Оверлендская кампания
В начале мая генерал Грант начал Оверлендскую кампанию, рассчитывая атаковать армию генерала Ли на её позиции на реке Майн-Ран, и одновременно обойти её правый фланг силами II корпуса. Корпус покинул лагерь 3 мая в 23:00, перешёл Раппаханок по переправе Эли-Форд около 06:00 (4 мая) и в 10:00 пришёл к Чанселорсвиллу. Планы на 5 мая предполагали, что II корпус пойдёт к Тодд-Таверн и далее, левее и в отрыве от V корпуса (Уоррена). Но когда 5 мая корпус уже прошёл 2 мили за Тодд-Таверн, стало известно, что началась битва в Глуши: корпус Уоррена атакован, поэтому Хэнкоку было велено остановиться, что он и сделал в 09:00, а в 11:00 пришло сообщение, что противник наступает по Ориндж-Пленкроуд на восток, и Хэнкоку надо идти назад к Тодд-Таверн, а затем на север к перекрёстку Оридж-Пленкроуд и Брук-Роуд, чтобы не быть отрезанным от основной армии.
Когда корпус подходил к перекрёстку (с дивизией Бирни в авангарде), его занимала дивизия генерала Гетти. Мид приказал Хэнкоку атаковать вместе с Гетти, но его приказ задержался и дошёл до Хэнкока только в 14:40. Но корпус ещё не пришёл на позицию: дивизия Бирни встала левее Гетти, дивизия Мотта подошла немного позже и встала левее Бирни, но остальные дивизии были ещё далеко. В 15:45 пришёл ещё один приказ атаковать. Хэнкок был вынужден подчиниться и атаковать теми силами, что есть: двумя своими дивизиями и дивизией Гетти. В 16:15 он отдал приказ начать наступление.
Три дивизии Хэнкока атаковали конфедеративную дивизию Генри Хета, но из-за сложного рельефа местности не смогли продвинуться достаточно далеко. Когда силы дивизии Хета были на исходе, она была усилена дивизией Уилкокса. Это позволило корпусу Хилла продержаться до темноты. Генерал Хэмфрис полагал, что если бы у II корпуса был бы хотя бы час лишнего времени, он смог бы разбить противника. Потери корпуса были велики, среди убитых оказался и генерал Александр Хейс. Заросли на месте сражения были такими густыми, что у санитаров не было возможности вывозить раненых. Ночью было решено, что основной удар 6 июня будет наносить корпус Хэнкока при поддержке корпуса Бернсайда. Атака началась в 04:30; атакующие сразу же опрокинули дивизии Хета и Уилкокса и отбросили их почти на милю, но вскоре подошли две дивизии корпуса Лонгстрита и остановили наступающих, а затем Лонгстрит атаковал позиции корпуса с левого фланга и отбросил его назад, к дороге Брок-Роуд. Хэнкок решил организовать контратку в 18:00, но в 16:15 южане сами атаковали его позиции. Эта атака была отбита, но Мид отменил атаку на 18:00. На этом сражение прекратилось.
|             | Убито | Ранено | Пропало без. | Всего |
| ----------- | ----- | ------ | ------------ | ----- |
| Штаб        | -     | 2      | -            | 2     |
| Артиллерия  | 1     | 10     | -            | 11    |
| 1-я дивизия | 128   | 652    | 101          | 881   |
| 2 дивизия   | 164   | 937    | 156          | 1257  |
| 3 дивизия   | 340   | 1715   | 187          | 2242  |
| 4-я дивизия | 66    | 561    | 72           | 699   |
| Всего       | 699   | 3877   | 516          | 5092  |

7 мая генерал Грант решил не продолжать более атак, а обойти фланг противника через Спотсильвейни. В конце дня V и VI корпуса начали выдвигаться к Спотсильвейни, но были задержаны утром 8 мая, и началось сражение при Спотсильвейни. II корпус начал марш последним и 8 мая в 17:30 был на половине пути к Спотсильвейни, у Тодд-Таверн, где произошла небольшая перестрелка с противником. Утром 9 мая Хэнкок оставил у Тодд-Таверн дивизию Мотта, а остальные дивизии были направлены в обход левого фланга армии противника, за реку По. Утром 10 мая три дивизии корпуса находились а рекой, угрожая флангу армии Ли, но они натолкнулись на укрепления противника и оказались под угрозой обхода с правого фланга. Дивизии едва успели отступить, с боем, на северный берег реки По. Этот манёвр стал известен как Сражение на реке По.
После неудачи Хэнкока на реке По было принято решение атаковать центр позиций противника силами корпуса Уоррена, которому придали две бригады дивизии Гиббона. Но эта атака была отбита, и Хэнкок, прибыв на позиции корпуса Уоррена в 17:30, приказал провести вторую атаку, на этот раз при поддержке дивизий Бирни и Гиббона, но и эта атака была отбита. В это время дивизия Мотта была выделена для поддержки «атаки Аптона», но из-за отсутствия координации эта атака тоже потерпела неудачу. По данным генерала Хэмфриса, в атаках 10 мая корпус потерял 2050 человек.
12 мая было решено атаковать выступ позиций противника, известный как «Подкова мула». Дивизия Барлоу была построена в центре, дивизия Бирни справа, а дивизия Мотта во второй линии. Атака началась в 04:30; бригады Майлза и Брукса разобрали засеку и первыми ворвались в траншеи противника, захватив почти милю укреплений. В их руки попало 18 орудий, около 4000 пленных, в их числе генералы Джонсон и Стюарт. Но про дальнейшем наступлении вглубь позиций порядки наступающих перемешались и потеряли управляемость, и в этот момент они были атакованы сборной бригадой южан под командованием Джона Гордона. К Гордону присоединились другие бригады, и они отбросили федералов назад к линии траншей. Борьба за траншеи затянулась до полуночи, а вся атака корпуса, от команды на атаку до прекращения стрельбы длилась 20 часов. Точное количество потерь вычислить сложно, но согласно отчёту армейского госпиталя II корпус 12 мая потерял 2043 человека. Был тяжело ранен генерал Александр Уэбб. Полковники Майлз, Брук и Кэрролл получили за это сражение звание бригадного генерала.
13 мая полковник Кэрролл, командир 3-й бригады дивизии Гиббона, получил тяжёлое ранение во время разведки боем и выбыл из строя на несколько месяцев. В тот же день дивизия Гершома Мотта была расформирована из-за больших потерь и истечения срока службы у многих полков. Уцелевшие бригады перевели в дивизию Бирни. 15 мая к корпусу присоединили так называемую Дивизию тяжёлой артиллерии под командованием Роберта Тайлера. Кроме этого к корпусу присоединились полки «Легиона Коркорана», с прибытием всех этих подкреплений корпус увеличился на 8000 человек.
18 мая Хэнкок снова бросил корпус в атаку на укрепления южан в районе Подковы мула, но атака была отбита южанами быстро и с малыми потерями для них. Корпус потерял 500 или 650 человек. 19 мая южане корпуса Юэлла попытались атаковать правый фланг Потомакской армии и произошло сражение у Харрис-Фарм. Их атака была отбита тяжелоартиллерийскими полками и дивизией Бирни, примерно 400 южан попали в плен. Корпус в тот день потерял примерно 1300 человек. Всего же, за всё время боёв под Спотсильвейни корпус потерял 5457 человек: 834 убитыми, 3958 ранеными и 665 пропавшими без вести. 1-я дивизия потеряла 2589 человек, 2-я дивизия 1029, 3-я дивизия 1787.
20 мая Мид велел Хэнкоку отправить корпус на юг, рассчитывая, что генерал Ли атакует изолированный корпус, но этого не произошло. В полдень 23 мая корпус вышел к реке Норт-Анна. Две бригады атаковали и захватили мост через реку, а в 8 утра 24 мая весь корпус перешёл Норт-Анну. При этом Северовирджинская армия оказалась между корпусами Уоррена и Хэнкока, но у последних не было надёжной связи друг с другом. 25 мая укрепления перед фронтом корпуса были тщательно изучены и сочтены неприступными. Командование отказалось от атаки и сражение на Норт-Анне фактически так и не началось. В отдельных перестрелках в эти дни корпус потерял 543 человека.
26 мая генерал Грант решил продолжать обход фланга противника и отправил армию на юго-восток: 28 мая II корпус перешёл реку Поманки и занял позицию между корпусами Райта и Уоррена. 29 мая дивизия Барлоу выдвинулась вперёд, вышла к укреплениям противника, а вслед за ней подошли остальные дивизии корпуса. 30 и 31 мая корпус атаковал позиции противника на рубеже реки Тотопотоми, но укрепления снова оказались слишком серьёзными и сражение на Тотопотоми-Крик было приостановлено. Грант решил продолжить фланговый манёвр и начал перемещать корпуса к Колд-Харбору. В эти последние дни мая была расформирована дивизия Тайлера и её полки были распределены по другим дивизиям. Согласно перекличке 31 мая корпус насчитывал на бумаге 53831 человек, из них примерно 26 000 боеспособных рядовых и 1292 офицера. 1-я дивизия насчитывала боеспособными 379 офицера и  7409 рядовых, 2-я дивизия 410 офицера и 8185 рядовых, 3-я дивизия 429 офицера и  8029 рядовых.
1 июня начались бои у Колд-Харбора, и Мид приказал Хэнкоку срочно вести его «храбрый ветеранский корпус» к этому месту и встать на левом фланге армии. Из-за плохих дорог и изматывающей жары полк прибыл на место только к вечеру 2 июня, поэтому атака была перенесена на 3 июня. Хэнкок построил дивизии Барлоу и Гиббона в первой линии, а дивизию Бирни оставил в резерве. Позицию противника теперь нельзя было обойти с фланга, а Ричмонд был совсем близко, поэтому Грант решил штурмовать позиции фронтальной атакой. Утром 3 июня II корпус пошёл в наступление: бригады Майлза и Брука (дивизия Барлоу) ворвались в траншеи противника, захватили 200-300 пленных и три орудия, но усиления не подошли вовремя и бригады отступили. Генерал Брук был ранен в этой атаке. Дивизия Гиббона встретила на своём пути болото, задержалась, и сумела захватить небольшой участок укреплений, который сразу же был отбит. Атака корпуса длилась всего около 22 минуты. Корпус потерял 3000 человек. В 08:45 генерал Мид предложил Хэнкоку повторить атаку, но тот отказался. Ещё несколько дней прошли в перестрелках, и только 7 мая было договорено о перемирии для вывоза раненых. Грант решил не повторять атак, а перебросить армию к Питерсбургу. 12 июня II корпус покинул траншеи и начал марш к Питерсбергу.
В боях у Колд-Харбора II корпус потерял 3510 человек (из них 160 офицеров): 494 убитыми, 2442 ранеными и 574 пропавшими без вести. 1-я дивизия потеряла 1561 человека, 2-я дивизия 1674, а 3-я не была активно задействована и потеряла только 220 человек.
За время Оверлендской кампании корпус понёс тяжелейшие потери в рядовых и офицерах. Начальник штаба, генерал Морган, потом писал, что при Колд-Харботе корпусу был нанесён смертельный удар, от которого он уже не пришёл в себя. Фрэнсис Уокер писал, что в момент отступления от Колд-Харбора к реке Чикахомини «мало что осталось от тех дивизий, которые 31 мая 1862 года перешли эту реку спасая левое крыло армии; и историк чувствует, что завершая повествование о Колд-Харборе он в каком-то смысле пишет эпитафию Второму корпусу».

### Осада Питерсберга
В ночь на 13 июня дивизии II корпуса покинули траншеи и Колд-Харбора, рано утром вышли к мосту Джонс-Бридж через Чикахомини, а к вечеру (17:30) вышли к реке Джеймс у Уилкокс-Лендинг. Утром 14 июня Хэнкок начал переправлять свой корпус через реку Джеймс и закончил переправу утром 15 июня. Здесь корпус должен был дождаться транспортов с продовольствием, но они не пришли, а их ожидание задержало корпус до 10 утра. Когда же Хэнкок выступил на Питерсберг, то ошибочные маршевые приказы и неточности на картах привели к тому, что он пришёл на позиции только после 18:00. Из-за этих задержек корпус не успел принять участия во втором сражении при Питерсберге.
16 июня корпус атаковал траншеи южан под Питерсбергом, в основном силами дивизий Барлоу и Бирни. Эта атака была отбита, при этом погибли бригадные командиры Патрик Келли и Джеймс Бивер. Дивизия Барлоу была задействована в боях 17 июня, и в тот же день Хэнкок, почувствовав осложнения от геттисбергского ранения, временно сдал командование генералу Бирни. Под его командованием корпус 18 июня был брошен в новую атаку, но и она была отбита и на этом второе сражение при Питерсберге завершилось.
После 8 июня корпус отвели в тыл, но уже 21 июня он был переброшен на левый фланг армии, чтобы занять позиции левее V корпуса Уоррена. Корпусу было приказано двигаться так, чтобы VI корпус всё время был на его левом фланге, но так как Шестой двигался медленно, то Мид приказал Бирни (временному командиру II корпуса) наступать, не обращая внимания на Шестой. У дивизии Барлоу оказался открыт левый фланг, и Барлоу на всякий случай выдвинул на фланг одну бригаду. 22 июня в 15:00 южане ударили по флангу Барлоу и началось сражение на Иерусалимской дороге. Атака была стол стремительна и неожиданна, что корпус, по словам Уокера, проиграл бой, не успев в него вступить. Корпус потерял 4 орудия и 1700 пленными — это было больше, чем он потерял пленными при Энтитеме, Фредериксберге и Чанселорсвилле. Ранее за всю войну корпус потерял только одно орудие. Бирни ожидал, что атака продолжится, но южане отступили на исходные позиции. Фрэнсис Уокер называл сражение 22 июня самым унизительным поражением корпуса за всю предыдущую войну.
27 июня Хэнкок снова принял командование корпусом. Согласно перекличке 30 июня в корпусе было на бумаге 49658 человек, боеспособных 17201 человек, 4369 ограниченно боеспособных, 988 больных, 55 под арестом. После боёв Оверлендской кампании и первых боёв осады Питерсберга структура корпуса приняла следующий вид:
- 1-я дивизия б-г Фрэнсиса Барлоу
  - 1-я бригада, б-г Нельсона Майлза
  - 2-я и 3-я бригады сведённые, полк. Клинтона Макдугала[англ.]
  - 4-я бригада подп. Джона Хастингса
- 2-я дивизия г-м Джона Гиббона
  - 1-я бригада подп. Фрэнсиса Пирса
  - 2-я бригада (Роберта Тайлера, отсутствующего)
  - 3-я бригада полк. Томаса Смита[англ.]
- 3-я дивизия г-м Дэвида Бирни
  - 1-я бригада полк. Генри Мэдилла[англ.]
  - 2-я бригада б-г Байрона Пирса
  - 3-я бригада б-г Гершома Мотта
  - 4-я бригада полк. Уильяма Брюстера
- Артиллерийская бригада майора Джона Хазарда, 14 батарей, 56 орудий.

В июле-августе Потомакская армия настолько ослабла, что уже не решалась на фронтальные атаки, а искала возможности выйти на неукреплённый участок обороны противника, и это приводило к переброскам частей в разные стороны, но без серьёзных боёв. 18 июня корпус покинули бригадные генералы Хобарт Уорд и Джошуа Оуэн. 23 июля корпус покинул дивизионный генерал Дэвид Бирни, и его место занял генерал Гершом Мотт. В конце июля было решено перебросить II корпус на правый фланг, за реку Джеймс, и попытаться прорвать там оборону южан, или хотя бы отвлечь их от фронта XI корпуса, где планировался прорыв. 26 июля корпус начал марш и утром 27 июля вышел к местечку Дип-Боттом, где начал переходить по мосту реку Джеймс, но столкнулся с дивизией Кершоу. Здесь наступление корпуса приостановилось. 28 июля Грант вернул назад дивизию Бирни, и корпус остался с двумя дивизиями против крупных сил противника, и только вечером 29 июля Хэнкок велел отвести корпуса обратно за Джеймс. 30 июля стало известно о провале наступления корпуса Бернсайда (так наз. Бой у Воронки).
С 31 июля по 12 августа корпус оставался в лагерях, а затем было решено снова отправить его к Дип-Боттом, но сначала погрузить на пароходы, чтобы противник подумал, что корпус возвращают в Вашингтон, а затем уже высадить его на берег реки Джеймс для наступления на Ричмонд. Для этой операции было выделено 16 больших морских пароходов. Утром 14 августа корпус был на позиции: дивизия Мотта слева, а дивизия Гиббона (под командованием Барлоу) справа, но их наступление быстро остановилось. 15 августа наступление так и не началось, а бои 16-го и 17-го были незначительны. 18 августа Барлоу из-за плохого состояния здоровья сдал дивизию Нельсону Майлзу. В тот же день дивизия Мотта вернулась к Питерсбергу, а 20 августа туда отправились и остальные дивизии корпуса. В боях второго сражения при Дип-Боттом корпус потерял 915 человек: 95 убитыми, 553 ранеными и 267 пропавшими без вести.
Пока II корпус возвращался в свой лагерь, V корпус успел захватить два участка Велдонской железной дороги, поэтому II корпусу было приказано заняться разрушением этой дороги. С 22 по 24 августа 1-я дивизия успела разобрать железнодорожное полотно до станции Римс-Стейшен. 24 августа подошла дивизия Гиббона. Теперь у Хэнкока было примерно 6 или 7 тысяч пехоты и 2000 кавалерии. 25 августа в полдень корпус Хэнкока был атакован бригадами дивизии Кадмуса Уилкокса; в 14:00 последовала атака федеральных укреплений у станции. В 17:20 южане начали бомбардировку позиций корпуса, а в 17:40 началась основная атака. Федеральные позиции были прорваны, несколько батарей оказались захвачены южанами. Дивизия Гиббона обратилась в бегство. Командирам удалось сформировать какую-то боевую линию в 300 метрах от захваченных позиций. Хэнкок хотел отбить потерянные укрепления, но Гиббон сказал ему, что его дивизия не сможет этого сделать. Хэнкок решил отступать. Генерал Морган писал, что это было первое поражение в карьере Хэнкока. Бывало, что его войска не могли взять укрепления, но никогда ещё они их не бросали и не теряли орудия. Он вынужден был признать, что II корпус стал только тенью прежнего II корпуса.
В сражении при Римс-Стейшен южане, согласно рапорту генерала Хилла, потеряли 750 человек, захватили 7 знамён и 9 орудий. Потери II корпуса, из-а быстрого отступления были невелики: 157 человек убитыми, 427 ранеными и 1982 пленными, всего 2566 человек. В плен попал Фрэнсис Уокер, генерал-адъютант корпуса.
После сражения при Римс-Стейшен корпус почти два месяца не участвовал в крупных боевых действиях. По состоянию на 30 сентября он принял следующий вид:
- 1-я дивизия б-г Нельсона Майлза
  - 1-я бригада, полк. Джеймса Линча
  - 2-я и 3-я бригады сведённые, подполк. Джеймса Макги
  - 4-я бригада подп. Уильям Гленни
- 2-я дивизия г-м Джона Гиббона
  - 1-я бригада б-г Томаса Игана
  - 2-я бригада полк. Мэтью Мёрфи
  - 3-я бригада полк. Томаса Смита[англ.]
- 3-я дивизия г-м Гершома Мотта
  - 1-я бригада б-г Режи де Тробрианда
  - 2-я бригада б-г Байрона Пирса
  - 3-я бригада полковника Роберта Макаллистера
- Артиллерийская бригада подполковника Джона Хазарда

В конце октября 1864 года генерал Грант запланировал экспедицию к Бойдтонской дороге, которая стала его последней попыткой отрезать Питерсберг от снабжения до наступления зимы. Днём 26 октября две дивизии корпуса начали марш на запад, перешли реку Хэтчерс-Ран и вышли к Бойдтонской дороге. Здесь корпусу было приказано приостановить наступление и состыковаться правым флангом с V корпусом. Вскоре противник начал атаковать его со всех направлений. Грант и Мид лично явились на позиции корпуса и убедились, что на пути его наступления уже построены укрепления южан. Взять их можно было только с тяжёлыми потерями, которые армия не могла себе позволить. До президентских выборов оставалось всего 10 дней, и в этой ситуации грант не хотел рисковать. Но в тот же день две бригада южан (Махоуна и Макрея) атаковали правый фланг корпуса, опрокинули бригаду Пирса и захватили несколько орудий. Хэнкок лично послал в бой бригаду Тробрианда, а дивизия Игана атаковала противника с тыла, и южане отступили, оставив захваченные орудия. Ситуация, однако, оставалась сложной, командование не давало приказов на отступление, а Хэнкок не хотел сдавать позицию, но к вечеру стало ясно, что отступление неизбежно и в 22:00 дивизия Мотта начала отход.
В сражении у Бойдтонской дороги 1-я дивизия корпуса потеряла 67 человек, 2-я дивизия 312 человек, 3-я дивизия 826 человек, кавалерия Грегга потеряла 244 человека, а общие потери составили 1482 человека, из них 123 убитыми.
После сражения обе дивизии вернулись в укрепления под Питерсбергом, сменив там 1-ю дивизию. Ноябрь прошёл бессобытийно, но в корпусе прошли кадровые перестановки. 26 ноября генерал Хэнкок покинул корпус, передав командование генерал-майору Эндрю Хемфрису. Вместе с ним покинули корпус многие штабные офицеры, в их числе Чарльз Морган. К концу декабря в корпусе числилось на бумаге 47213 человек, из них боеспособных 19923, ограниченно боеспособных 3425 человека, больных 1592 человек. В начале февраля 1865 года корпус был задействован в нападении на Бойдтонскую дорогу, которое привело к сражению при Хэтчерс-Ран: 5 февраля дивизия Смита была атакована, но удержала позицию. В этом сражении корпус потерял 138 человек убитыми и ранеными, но погмб бригадный командир, полковник Мёрфи. Корпус остался на этой позиции на левом фланге армии до конца февраля. В конце месяца Джон Гиббон покинул корпус, чтобы возглавить XXIV корпус, а командование его дивизией принял бригадный генерал Уильям Хейс.

## Аппоматтоксская кампания
25 марта 1865 года южане атаковали федеральные позиции у форта Стедман. Узнав об этом, Хемфрис без приказа атаковал укрепления противника на своём фронте, но был вынужден отступить, потеряв 513 человек убитыми и ранеными и 177 пропавшими без вести.
По состоянию на 31 марта 1865 года корпус насчитывал 21171 боеспособных рядовых и офицеров, и имел следующую структуру:
- 1-я дивизия, г-м Нельсона Майлза
  - 1-я бригада полковника Джорджа Скотта
  - 2-я бригада полковника Роберта Нажента
  - 3-я бригада б-г Генри Мэдилла[англ.]
  - 4-я бригада б-г Джона Рэмси
- 2-я дивизия б-г Уильям Хейс[англ.]
  - 1-я бригада полковника Уильяма Олмстеда
  - 2-я бригада полковника Джеймса Макивора
  - 3-я бригада б-г Томаса Смита[англ.]
- 3-я дивизия г-м. Гершома Мотта
  - 1-я бригада б-г Режи де Тробрианда
  - 2-я бригада б-г Байрона Пирса
  - 3-я бригада б-г Роберта Макаллистера
- Артиллерийская бригада подполковника Джона Хазарда, 8 батарей

Утром 2 апреля началось третье сражение при Питерсберге: VI и IX корпуса атаковали позиции противника и прорвали их; корпусной генерал-южанин Э. П. Хилл погиб во время этого прорыва. Хемфрис в это время отвлекал внимание противника небольшими атаками. В 06:00, узнав о прорыве, Хемфрис приказал наступать дивизии Мотта, и та быстро захватила укрепления на своём фронте. Хемфрис хотел атаковать отрезанные от Питерсберга части противника, но Мид велел ему наступать к Питерсбергу двумя дивизиями. Третья дивизия (Майлза) в это время направилась на север к железной дороге и атаковала дивизию Генри Хета у станции Сатерланд. Произошло сражение при Сатерланд-Стейшен: бригады Мэдилла и Нажента пошли в атаку, но были отбиты, при этом генерал Мэдилл был ранен. Тогда бригада Мэдилла, теперь под командованием Клинтона Макдугала снова пошла в атаку, и снова была отбита, потеряв командира. Узнав о происходящем, Хемфрис отправил на помощь Майлзу дивизию Хейса, но ещё до её подхода, в 15:00, Майлз третьей атакой взял укрепления, захватив два орудия и 600 пленных. Всего в боях 1 и 2 апреля корпус потерял 456 человек убитыми и ранеными.
3 апреля стало известно, что Северовирджинская армия покинула Питерсберг и отступает на запад. Потомакская армия начала преследование: II корпус выступил на запад уже 3 апреля. 4 апреля в 19:00 корпус пришёл в Дип-Крик, 5 апреля в 15:00 пришёл в Джетерсвилл. Утром 6 апреля три корпуса армии выступили к Амелия-Кортхауз, надеясь навязать армии Ли сражение, но Ли уклонился, обойдя противника с левого фланга. Крайним левым корпусом был Второй, который первый заметил манёвр южан. Хемфрис приказал дивизии Мотта атаковать, и последовала серия столкновений, в ходе которых арьергард южан (корпус Гордона) вёл арьергардные бои, а корпус Хемфриса постепенно теснил его на запад. В конце дня II корпус в последний раз за день атаковал корпус Гордона у Локетт-Фарм, где Гордон занял позицию, чтобы дать время отойти обозам. Всего в этот день корпус Хемфриса потерял 396 человек. Был ранен генерал Мотт, который сдал командование дивизией Режи де Тробрианду.
7 апреля Северовирджинская армия отступила за реку Аппоматтокс, что позволило ей немного оторваться от преследования. II корпус нагнал Гордона у моста Хай-Бридж и произошло сражение при Хай-Бридж, в ходе которого удалось спасти мост через реку. Примерно в 13:00 Хэмфрис нагнал армию противника, но в тот момент у него было всего две дивизии, и ему пришлось ждать подхода остальных частей армии. Впоследствии Хемфрис писал, что этот манёвр двух его дивизий не позволил армии Ли в тот день дойти до станции Аппоматтокс, получить там провизию и продолжить марш к Линчбергу. В тот же вечер Грант написал Ли письмо с предложением капитуляции и Хемфрис переправил его в расположение войск противника.
Утром 8 апреля южане продолжили отход, а к Хемфрису стал подходить корпус Райта, поэтому Хемфрис продолжил преследование. Днём через II корпус было переправлено второе письмо от Гранта генералу Ли и получен ответ. К вечеру федеральная кавалерия отрезала южанам пути отхода на запад. Утром 9 апреля Хемфрис начал готовить атаку противника, который занял оборону на его фронте, но вскоре узнал, что переговоры о перемирии уже начаты. В 16:00 стало известно о капитуляции Северовирджинской армии. Всего с 29 марта по 7 апреля корпус потерял 1900 человек, захватив пи этом 35 орудий и 4600 пленных. В числе погибших был бригадный генерал Томас Альфред Смит, который был ранен пулей снайпера и умер 9 апреля.

## Расформирование
11 апреля корпус отправился в Бёрксвилл, где и простоял до конца месяца. 2 мая корпус начал марш через Джетерсвилл и Амелия-Кортхауз в Ричмонд, затем через Фредериксберг в Александрию, где простоял до конца мая, а 23 мая принял участие в Большом смотре армий. В мае были расформированы некоторые полки:
- 14-й Коннектикутский пехотный полк  (21 мая)
- 180-й Нью-Йоркский пехотный полк  (28 мая)
- 140-й Пенсильванский пехотный полк (3 мая)
- 141-й Пенсильванский пехотный полк (28 мая)
- 145-й Пенсильванский пехотный полк (31 мая)
- 19-й Мэнский пехотный полк (31 мая)

31 мая корпус насчитывал на бумаге 41472 человек, но в первые же дни июня он резко уменьшился в размерах и 20 июня насчитывал на бумаге 15437 человек при 7343 боеспособных. 25 июня война полностью закончилась и II корпус был формально распущен. Некоторые полки прослужили ещё несколько недель или даже месяцев.